# Pamětní medaile 5. střeleckého pluku T. G. Masaryka
Pamětní medaile 5. střeleckého pluku T. G. Masaryka, je pamětní medaile 5. střeleckého pluku T. G. Masaryka, která byla založena v roce 1947 při příležitosti 30. výročí vzniku této jednotky. Na stuhu se umísťovaly štítky dva štítky s nápisem „PRAVDA VÍŤEZÍ" a „BORISPOL – PRAHA".
Medaile se předávala v papírové krabičce s udělovacím dekretem.